# حيتان العنبر
حيتان العنبر هي فوق فصيلة من الحيتان، لا تضم سوى ثلاث أنواع حية مُوزَّعة على جنسين: حوت العنبر (من جنس العنبرية) وحوت العنبر القزم وحوت العنبر القزمي (من جنس حيتان العنبر القزمة). فيما مضى كانت هذه الأجناس الثلاث تُصنَّف معاً تحت جناح فصيلة واحدة، حيث وُضِعت حيتان العنبر القزمة ضمن تحت فصيلة (الدرجة الأدنى مباشرة من الفصيلة)، إلا أنَّ الدراسات الحديثة رأت فصل الحيتان القزمة إلى فصيلة جديدة مستقلَّة، لتظلَّ فصيلة العنبرية أحادية النوع (لا تضم سوى حوت العنبر)، وجُمِعَت الفصيلتان ضمن فوق فصيلة حيتان العنبر.

## الوصف

مقارنة أحجامٍ بين حيتان العنبر: يظهر حوت العنبر باللون الأزرق، والقزمي بالأخضر، والقزم بالبرتقالي، ويظهر بجانبهم إنسانٌ بالغ.

يعد حوت العنبر أكبر أنواع الحيتان المسننة، إذ تنمو ذكوره البالغة لتبلغ طول 15 إلى 18 متراً، ووزن 45 إلى 70 طناً، وأما نوعا حيتان العنبر القزمة فهما أصغر بكثير، إذ يتراوح طولهما من 2.5 إلى 3.5 أمتار، ووزنهما من 350 إلى 500 كيلوغرام.
لدى حيتان العنبر أجسام قوية نسبة إلى حجمها. فكوكها السفلية صغيرة ونحيلة نسبياً على الدوام مقارنةً بفكوكها العلوية. وأما عظمها الأنفي فهو غير متجانس الشكل، وتقع فتحة النفث على الجانب الأيسر من رأسها لا في وسطه كما عند باقي الحيتان المسننة، وتكون الفتحة قرب أعلى الرأس في حالة حوت العنبر، بينما تكون عند مقدِّمته في حالة الحيتان القزمة. لدى جميع حيتان العنبر عددٌ من الأسنان الكبيرة المتشابهة البسيطة نسبياً، وبالنسبة للحيتان القزمة (وأحياناً حوت العنبر نفسه)، فإن أسنان الفك العلوي قد لا تنمو كفاية لتخترق اللثة وتظهر للعيان، وأحياناً قد لا توجد من الأساس.
لا يمكن لعيون حيتان العنبر أن تدور باتجاه محاجرها (بعبارةٍ أخرى، أن تنقلب)، ولدى هذه الحيتان حجرة داخلية في عيونها، إلا أنَّها لم تعد تملك وظيفة معيَّنة الآن. من المُرجَّح أن الإحساس بالصدى عند هذه الحيوانات أهم بكثيرٍ من حاسة البصر.

## التطور
تعود أقدم أحافير حوت العنبر المعروفة إلى عصر الأوليجوسين المتأخر، قبل نحو 25 مليون عام، ويعود أصله القديم إلى نهاية عصر الإيوسين، عندما انفصل أسلافه عن سلسلة تطور باقي الحيتان المسننة، التي انبثقت عنها الدلافين وخنازير البحر.
تشير سجلات الأحافير إلى أنَّ حيتان العنبر كانت أكثر انتشاراً خلال عصر الميوسين ممَّا هي الآن، وفي ذلك العصر عاشت - إلى جانب الحيتان الباقية اليوم - أنواعٌ أخرى منقرضة من فصيلة العنبرية، من أبرزها الزيغوفيستر (Zygophyseter) والبريغموفيستر (Naganocetus)، وكذلك أجناس أخرى مثل الفيريسيتوثيريوم ( Ferecetotherium) والهيلفيستوس ( Helvicetus) والإيديوروفوس (Idiorophus) والديافوروسيتوس (Diaphorocetus) والأولوفيستر (Aulophyseter) والأوريكتيروسيتوس (Orycterocetus) والسكالديسيتوس (Scaldicetus) والبلاكوزيفيوس (Placoziphius). وأما من فصيلة حيتان العنبر القزمة فقد كانت هناك أجناس الكوجيوبسِس (Kogiopsis) والسكافوكوجيا (Scaphokogia) والبرايكوجيا (Praekogia). وتعود أقدم الحيتان القزمة المعروفة إلى عصر الميوسين المتأخر، قبل نحو 7 ملايين عام.
ثمة دلائل تؤكد وجود علاقةٍ وثيقةٍ بين حوت العنبر والحيتان القزمة (حيتان العنبر الباقية الآن على قيد الحياة)، منها الدراسات الوراثية المعتمدة على الحمض النووي المتقدري سايتوكروم ب، فبناءً على هذه الدراسات يبدو أن أقوى أقرباء حيتان العنبر صلةً بها هم الحيتان المنقارية من جهة، والحيتان البالينية ودلافين الأنهار جنوب الآسيوية من جهةٍ أخرى.

## التصنيف
تنتمي حيتان العنبر إلى رتيبة الحيتان المسننة، وهي مجموعة تضمُّ جميع الحيتان والدلافين ذوات الأسنان. تنتمي إلى فوق فصيلة حيتان العنبر ثلاثة أنواعٍ حية من الحيتان، هي حوت العنبر (من فصيلة العنبرية) وحوت العنبر القزم والقزمي (من فصيلة حيتان العنبر القزمة، رغم أنَّهما يُشمَلان أحياناً مع الفصيلة الأخرى).